# Stallsjön, Jämtland
Stallsjön är en sjö i Åre kommun i Jämtland och ingår i Nean-Vapstälvens kustområde.